# Miriam Rose
Miriam Rose (* 17. Januar 1974 in Zittau) ist eine deutsche evangelische Theologin und Hochschullehrerin.

## Leben
Nach dem Studium der Evangelischen Theologie in München, Heidelberg, Jerusalem und Berlin erhielt Rose 1999 ein Promotionsstudium an der Ludwig-Maximilians-Universität München. Von 2001 bis 2010 arbeitete sie als Wissenschaftliche Mitarbeiterin am Lehrstuhl für Systematische Theologie bei Gunther Wenz. 2005 wurde sie mit einer Arbeit über Thomas von Aquin zum Dr. theol. promoviert; die Habilitation (über Friedrich Schleiermachers Staatslehre) wurde 2009 abgeschlossen. Seit 2011 war sie Inhaberin des Lehrstuhls für Systematische Theologie an der Friedrich-Schiller-Universität Jena. Seit 2024 ist sie Professorin für Systematische Theologie / Dogmatik an der Theologischen Fakultät in Basel.
Seit 2016 ist Rose Mitglied der Kammer für Theologie der Evangelischen Kirche in Deutschland. Im September 2018 wurde Rose zum Mitglied im dreiköpfigen Präsidium der Gemeinschaft Evangelischer Kirchen in Europa gewählt.

## Schriften (Auswahl)
- Fides caritate formata. Das Verhältnis von Glaube und Liebe in der Summa Theologiae des Thomas von Aquin. Göttingen 2007.
- (Hrsg. mit Birgitta Kleinschwärzer-Meister, Patrick Becker): Das Soziale wie denken. Die Zukunft des Sozialstaats in der interdisziplinären Diskussion. Berlin / Hamburg / Münster 2007.
- Schleiermachers Staatslehre. Tübingen 2012.
- (Hrsg. mit Michael Wermke): Konfessionslosigkeit heute. Zwischen Religiosität und Säkularität. Studien zur religiösen Bildung. Leipzig 2014.
- (Hrsg. mit Michael Wermke): Religiöse Rede in postsäkularen Gesellschaften. Leipzig 2016.
- (Hrsg. mit Mario Fischer): Theologie der Diaspora. Studiendokument zur Standortbestimmung der evangelischen Kirchen im pluralen Europa / Theology of Diaspora. CPCE study document to define the situation of protestant churches in a pluralist Europe. Wien 2019.